# ثابت جفت گرانشی
ثابت جفت گرانشی(به انگلیسی: Gravitational coupling constant) یک ثابت بنیادی در علم فیزیک است که برای بررسی گرانش بین دو ذره بنیادی باردار با جرم غیر صفر کاربرد دارد. این ثابت که با نماد αG نشان داده می‌شود بی بعد بوده و در نتیجه در دستگاه‌های اندازه‌گیری مختلف همواره عددی ثابت است.